# Llengua de vaca

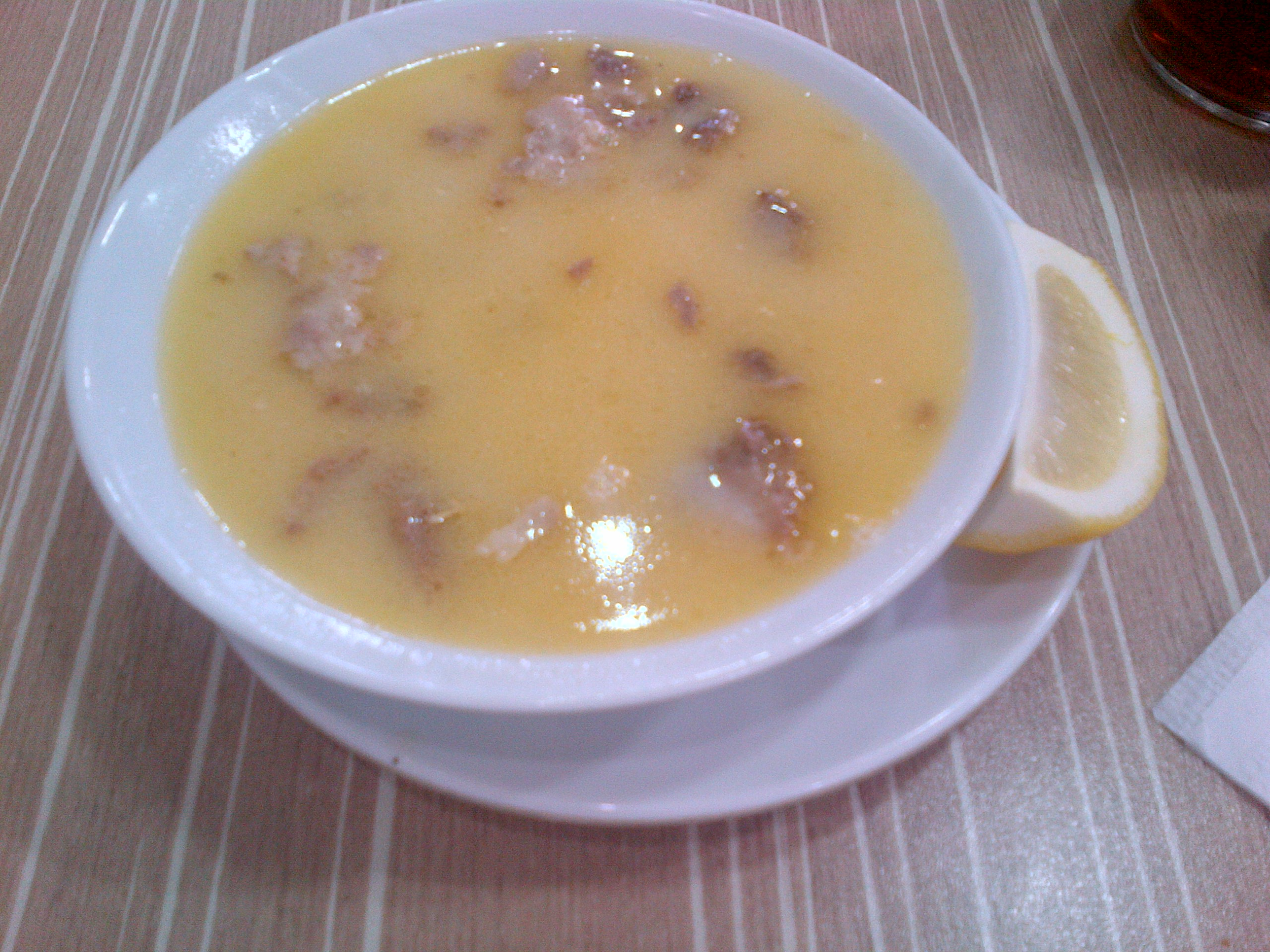
Dil çorbası (sopa de llengua) turca.

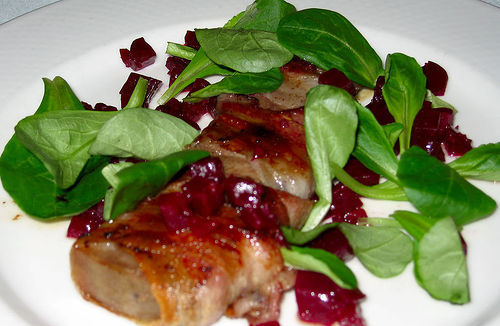
Llengua de vaca amb canonges i cansalada.

La llengua de vaca (o llengua de bou) és un plat comestible elaborat amb la llengua d'un bou. La llengua és un aliment molt greixós, amb gairebé un 75% de les seves calories derivades. Alguns països, entre els que es troba el Canadà, i específicament la província d'Alberta, exporta grans quantitats de llengües de bou. Les llengües d'altres animals, sobretot porcs i ovelles, també són ingerits, essent molt similars a la llengua de vaca.
En alguns animals, les llengües tenen reputació de ser la part més saborosa. Per exemple, Adolf Erik Nordenskiöld va considerar que la major part de les morses era poc apetitós, però que la llengua, en canvi, era deliciosa. La llengua de balena era vista com una delícia de Quaresma a l'Europa medieval.

## Preparació
Sovint, la llengua és assaonada amb ceba i altres espècies, per posteriorment bullir-la en una cassola. Un cop cuita, la pell és retirada. De vegades s'utilitzen llengües confitades, ja que ja han estat assaonades. Si es cuina amb una salsa, posteriorment aquesta es pot reutilitzar per fer mandonguilles o altres plats.
Una altra manera de preparar-la consisteix en escaldar la llengua en aigua calenta per retirar la pell, i posteriorment rostir la llengua al forn, aprofitant els degotejos per preparar una salsa.

## A les cuines
La llengua de vaca s'utilitza en la gastronomia de molts països, com Haití, Mèxic, o Turquia. Quant a la cuina mexicana, amb freqüència s'usa en els tacos i burritos. En la cuina turca la llengua es menja freda, com a entrant (söğüş dil), o dins d'una amanida o sandvitx, però majoritàriament es consumeix calenta, ve dins d'un sandvitx calent (anomenat "tost") o dins d'una sopa o çorba. (A Turquia també es fa una sopa amb llengua d'ovella.) També se serveix en els restaurants especialitzats en menuts, anomenats "işkembeci", generalment rostits. Els plats de llengua de vaca en la cuina polonesa probablement va ser una influència turca, via la gastronomia dels països balcànics amb certa influència turca o tàtara.
En "Dalícies: A taula amb Salvador Dalí" de Jaume Fàbrega es diu que un llibre de gastronomia de 1835, "La Cuynera catalana", s'esmenta de "llengua de vadella" (sic) entre altres plats de menuts.